# I numeri dell'amore
I numeri dell'amore (An Invisible Sign) è un film del 2010 diretto da Marilyn Agrelo, basato sul libro di Aimee Bender Un segno invisibile e mio (An Invisible Sign of My Own).

## Trama
Mona Gray ama la matematica, la corsa, e soprattutto la sua famiglia, in particolare il padre. Quando però quest'ultimo si ammala di una rara e bizzarra malattia, Mona si rinchiude in se stessa e utilizza la matematica per superare questo devastante malessere. Anni dopo Mona insegna la materia e conoscerà molti strani personaggi: l'insegnante di scienze, col quale svilupperà una buona amicizia, o forse qualcosa in più; Lisa, la sua alunna preferita, strana ma dolce e con la mamma malata di cancro agli occhi; il signor Jones, il suo ex insegnante di matematica che porta sempre un numero al collo. Tutti personaggi che aiuteranno Mona a superare questo malessere e alla fine lei sposerà l'insegnante di scienze e adotteranno Lisa.

## Distribuzione
Negli Stati Uniti, la pellicola è stata distribuita in una sola sala cinematografica il 6 maggio 2011, mentre in Italia il film è stato messo in commercio direttamente per il mercato home video. La versione a noleggio del DVD è uscita il 27 dicembre 2012.